# Neomochtherus willistoni
Neomochtherus willistoni är en tvåvingeart som först beskrevs av James Stewart Hine 1909.  Neomochtherus willistoni ingår i släktet Neomochtherus och familjen rovflugor. Inga underarter finns listade i Catalogue of Life.